# پک (آیداهو)
پک(به انگلیسی: Peck) شهری در شهرستان نزپرس ایالت آیداهو است که جمعیت آن در سرشماری سال ۲۰۱۰ میلادی ۱۹۷ نفر بوده است.

## موقعیت جغرافیایی
موقعیت جغرافیایی شهرها و مناطق اطراف به شرح زیر است: